# 加拿大加式足球聯盟
加拿大加式足球聯盟（英文：/；法文：/），簡稱全加足聯，為加拿大最高等級的職業加式足球聯賽。加拿大足球聯盟是加拿大第二熱門的體育聯賽。
它有九個隊伍，分別設於不同城市，再分為東岸與西岸兩組，其中東岸有四隊，西岸有五隊。賽季共二十一週，由加拿大日週末開始至十一月初止。每隊都要進行十八場常規賽，期間每隊皆會有三週為休息週，每週皆有一或三隊休息無賽事。聯盟中所有球隊都會互相對戰兩次，另外還有兩場比賽迎戰同組的任意兩支隊伍（對手因季度而異）。
在十一月，根據體育季，九隊中的六隊會進行三週的季後賽，目的是爭取格雷盃。第二種子球隊先於準決賽面對同組第三種子，勝者再面對組內的第一種子，爭取格雷盃的晉級資格。東、西岸的前二名任何情況下皆會晉級季後賽，如某一組的第四名球隊較另一組第三名球隊有更佳戰績，則可取而代之，以對方組別第三種子的身份晉級季後賽。在這樣的規則下，同一組的兩支球隊有機會在格雷盃比賽相遇，但自從聯盟於1996年實施該規則以來，從未有組內第四名球隊成功晉級格雷盃賽事，因此格雷盃一直是東西岸冠軍的對決（1995賽季除外）。另外，由於東岸隊伍數較少，加上聯盟常規賽近年一直呈現西強東弱的格局，因此東岸第四名球隊從未成功晉級季後賽，而西岸第四名球隊則不時晉級，尤其當組內有五隊的季度，西岸球隊晉級機率更高。
聯盟在1958年成立以來，以西岸的愛民頓愛斯基摩人奪冠次數最多，共有11次，包括於1978-1982年間實現五連冠，創下聯盟紀錄。如計算聯盟成立前（1909-1957）的格雷盃冠軍數，則以東岸的多倫多淘金人為最，合共奪冠17次。來自美國的巴爾的摩種馬隊在1995年CFL USA計劃期間（1993-1995）贏得格雷盃冠軍，是至今唯一一支建基於加拿大境外而成功於CFL奪冠的球隊。

## 隊伍

### 現有隊伍
| 東岸             |                         |                                                             |                   |                   |          |
| 球隊             | 代表城市                | 主場                                                        | 總教練            | 球隊總監          | 創立年分 |
| 咸美頓虎貓       | 安大略省 漢米爾頓       | 蒂姆·霍頓斯體育場                                           | Orlondo Steinauer | Orlondo Steinauer | 1950     |
| 蒙特利尔雲雀     | 魁北克省 蒙特利尔       | 麥基爾大學 摩爾森體育場（常規賽） 奧林匹克體育場 （季後賽） | Jason Maas        | Danny Maciocia    | 1946     |
| 渥太华红黑       | 安大略省 渥太华         | 道明銀行體育場                                              | 瑞克·坎貝爾       | 馬賽爾·德札爾丹   | 2013     |
| 多倫多淘金人     | 安大略省 多倫多         | 滿地可銀行體育場                                            | 馬克·崔斯特曼     | 詹姆斯·珀普       | 1873     |
| 西岸             |                         |                                                             |                   |                   |          |
| 卑詩雄獅         | 不列颠哥伦比亚省 溫哥華 | 卑詩體育場                                                  | 帕斯夸雷·布沃諾   | 愛德華·赫爾維     | 1954     |
| 卡加利狂奔者     | 艾伯塔省 卡尔加里       | 麥馬洪體育場                                                | 戴維·迪肯森       | 莊·赫夫納格爾     | 1935     |
| 愛民顿馬鹿       | 艾伯塔省 埃德蒙顿       | 大英國協體育場                                              | 傑森·馬斯         | 布羅克·桑德蘭     | 1949     |
| 萨斯喀彻温骑兵   | 萨斯喀彻温省 里贾纳     | 馬賽克體育場                                                | 克里斯·瓊斯       | 克里斯·瓊斯       | 1910     |
| 溫尼伯藍色轟炸機 | 马尼托巴省 溫尼伯       | 溫尼伯體育場                                                | 邁克爾·歐謝       | 凱爾·沃特爾斯     | 1930     |

## 歷屆格雷盃冠軍（1958年至今）
1958：溫尼伯藍色轟炸機
1959：溫尼伯藍色轟炸機
1960：渥太華騎手
1961：溫尼伯藍色轟炸機
1962：溫尼伯藍色轟炸機
1963：咸美頓虎貓
1964：卑詩雄獅
1965：咸美頓虎貓
1966：萨斯喀彻温骑兵
1967：咸美頓虎貓
1968：渥太華騎手
1969：渥太華騎手
1970：蒙特利尔雲雀
1971：卡加利狂奔者
1972：咸美頓虎貓
1973：渥太華騎手
1974：蒙特利尔雲雀
1975：愛民顿愛斯基摩人
1976：渥太華騎手
1977：蒙特利尔雲雀
1978：愛民顿愛斯基摩人
1979：愛民顿愛斯基摩人
1980：愛民顿愛斯基摩人
1981：愛民顿愛斯基摩人
1982：愛民顿愛斯基摩人
1983：多倫多淘金人
1984：溫尼伯藍色轟炸機
1985：卑詩雄獅
1986：咸美頓虎貓
1987：愛民顿愛斯基摩人
1988：溫尼伯藍色轟炸機
1989：萨斯喀彻温骑兵
1990：溫尼伯藍色轟炸機
1991：多倫多淘金人
1992：卡加利狂奔者
1993：愛民顿愛斯基摩人
1994：卑詩雄獅
1995：巴爾的摩種馬
1996：多倫多淘金人
1997：多倫多淘金人
1998：卡加利狂奔者
1999：咸美頓虎貓
2000：卑詩雄獅
2001：卡加利狂奔者
2002：蒙特利尔雲雀
2003：愛民顿愛斯基摩人
2004：多倫多淘金人
2005：愛民顿愛斯基摩人
2006：卑詩雄獅
2007：萨斯喀彻温骑兵
2008：卡加利狂奔者
2009：蒙特利尔雲雀
2010：蒙特利尔雲雀
2011：卑詩雄獅
2012：多倫多淘金人
2013：萨斯喀彻温骑兵
2014：卡加利狂奔者
2015：愛民顿愛斯基摩人
2016：渥太华红黑
2017：多倫多淘金人
2018：卡加利狂奔者
2019：溫尼伯藍色轟炸機
2020: 因COVID-19疫情，赛季取消
2021: 溫尼伯藍色轟炸機
2022：多倫多淘金人
2023：蒙特利尔雲雀

## 外部連結
官方
- 官方网站 
- Official French Website（页面存档备份，存于）
- Canadian Football League Players Association（页面存档备份，存于）

媒體
- TSN（页面存档备份，存于）
- SLAM! Sports 美國國會圖書館的存檔，存档日期2005-04-21
- Rogers Sportsnet（页面存档备份，存于）
- Score Media

其他
- CFLapedia（页面存档备份，存于）
- 13thman.com - Home to CFL Fans（页面存档备份，存于）